# Etiosaphanus werneri
Etiosaphanus werneri là một loài bọ cánh cứng trong họ Cerambycidae.